# Garfio (signo diacrítico)
En tipografía, el garfio (vietnamita: dấu hỏi) es un signo diacrítico que se coloca en la parte superior de las vocales en el alfabeto vietnamita. Tiene forma de un signo de interrogación más pequeño sin el punto. Por ejemplo, una A mayúscula con garfio se ve «Ả», y una «u» minúscula con garfio se ve «ủ». Funciona como un marcador de tono, o sea, este signo produce sobre las vocales una pronunciación grave seguida de una aguda. El garfio se escribe normalmente después del circunflejo en la ortografía vietnamita convencional. Si los caracteres vietnamitas no están disponibles, a menudo se sustituye por un signo de interrogación después de la vocal (código VIQR).